# Paisley (Florida)
Paisley ist  ein census-designated place (CDP) im Lake County im US-Bundesstaat Florida. Das U.S. Census Bureau hat bei der Volkszählung 2020 eine Einwohnerzahl von 980 ermittelt. 

## Geographie
Paisley liegt am Rande des Ocala National Forest. Der CDP liegt rund 30 Kilometer nordöstlich von Tavares sowie etwa 60 Kilometer nördlich von Orlando.

## Demographische Daten
Laut der Volkszählung 2010 verteilten sich die damaligen 818 Einwohner auf 266 Haushalte. Die Bevölkerungsdichte lag bei 96,2 Einw./km². 95,1 % der Bevölkerung bezeichneten sich als Weiße, 0,4 % als Afroamerikaner und 1,2 % als Indianer. 1,7 % gaben die Angehörigkeit zu einer anderen Ethnie und 1,6 % zu mehreren Ethnien an. 3,5 % der Bevölkerung bestand aus Hispanics oder Latinos.
Im Jahr 2010 lebten in 30,2 % aller Haushalte Kinder unter 18 Jahren sowie 29,0 % aller Haushalte Personen mit mindestens 65 Jahren. 65,1 % der Haushalte waren Familienhaushalte (bestehend aus verheirateten Paaren mit oder ohne Nachkommen bzw. einem Elternteil mit Nachkomme). Die durchschnittliche Größe eines Haushalts lag bei 2,40 Personen und die durchschnittliche Familiengröße bei 2,87 Personen.
23,0 % der Bevölkerung waren jünger als 20 Jahre, 20,4 % waren 20 bis 39 Jahre alt, 32,2 % waren 40 bis 59 Jahre alt und 24,2 % waren mindestens 60 Jahre alt. Das mittlere Alter betrug 45 Jahre. 51,6 % der Bevölkerung waren männlich und 48,4 % weiblich.
Das durchschnittliche Jahreseinkommen lag bei 33.409 $, dabei lebten 49,8 % der Bevölkerung unter der Armutsgrenze.
Im Jahr 2000 war Englisch die Muttersprache von 100 % der Bevölkerung.